# Cornus schindleri
Cornus schindleri — вид квіткових рослин з родини деренових (Cornaceae).

## Біоморфологічна характеристика
Це дерево чи кущ 2–8(10) метрів заввишки. Кора коричнева. Молоді гілки 4-гранні, густо запушені коричневими чи сіруватими трихомами, рідше голі; старі гілки червонувато- чи сірувато-багряно-бурі, голі, з рідкісними білуватими округлими або еліптичними соевичками. Листки супротивні; пластинка від еліптичної чи яйцювато-еліптичної до широко-яйцюватої, рідше вузько-еліптичної чи округлої чи еліптично-ланцетної форми, 4–11(15) × 2.5–6.5(8) см, абаксіально (низ) світло-зелена чи сірувато-зелена, верхівка загострена чи коротко загострена. Суцвіття (5)6–10 см завширшки, густо запушені жовтуватими чи коричневими, рідше іржаво-червоними, часто опадними кучерявими трихомами. Квітки білі, (6)7–8 мм у діаметрі. Частки чашечки трикутні, рідше ланцетні. Пелюстки довгасті, видовжено-ланцетні, трикутно-ланцетні чи трикутно-яйцюваті, 2.5–4 × 0.7–1.8 мм. Тичинки рівні чи довші за пелюстки; пиляки світло-блакитні, сіруваті чи жовті. Плід пурпурувато- чи червонувато-чорний, у зрілості чорний, майже кулястий, 4–6 мм у діаметрі; кісточки стисло кулясті чи яйцюваті, 3–4 × 2.8–3.5 мм. Цвітіння: травень — липень, плодоношення: серпень — жовтень.

## Поширення
Росте в Азії: Китай, Тибет. Населяє густі ліси чи рідколісся, змішані ліси чи чагарники на схилах і в долинах, відкритих схилах; 1100–3200 метрів.